# ملتصقة الأعشاش
مُلتصقة الأعشاش (الاسم العلمي: Collocalia)، جنس طير من فصيلة السمامة. يحتوي على بعض أصغر أنواع التي تُسمى «سُميمة العش». عددًا من أنواعه السابقة توضع الآن بشكل طبيعي (ليس جميع المراجع تفعل ذلك) في جنس سميمة العش.
وصف جنس كولوكاليا من قبل عالم الحيوان الإنجليزي جورج روبرت جراي في عام 1854. يتألف اسم Collocalia من كلمتين يونانيتين قديمة kolla التي تعني «لصق» و kalia «عش».